# Мулланур-Вахітово
Муллану́р-Вахі́тово (рос. Мулланур-Вахитово, башк. Мулланур Вәхитов) — присілок у складі Біжбуляцького району Башкортостану, Росія. Входить до складу Аїтовської сільської ради.
Населення — 25 осіб (2010; 36 в 2002).
Національний склад:
- башкири — 56 %
- татари — 44 %